# 舟橋在賢
舟橋在賢（ふなばし あきかた、文化元年（1804年）7月2日 - 元治元年（1864年）2月4日）は、幕末の公卿。
安政5年（1858年）、日米修好通商条約締結に反対し、嫡男の舟橋康賢とともに廷臣八十八卿列参事件に参加した。

## 官歴
- 文化4年（1807年）：従五位下
- 文化7年（1810年）：武蔵権介
- 文化8年（1811年）：主水正、従五位上
- 文化11年（1814年）：正五位下
- 文化14年（1817年）：従四位下
- 文政3年（1820年）：従四位上
- 文政4年（1821年）：少納言、侍従
- 文政6年（1823年）：正四位下、明経博士
- 文政9年（1826年）：従三位
- 天保元年（1830年）：正三位
- 天保9年（1838年）：従二位
- 安政元年（1854年）：正二位

## 系譜
- 父：舟橋師賢
- 母：冷泉為章の娘
- 子：舟橋起賢
- 子：舟橋康賢